# Guillem de la Roche
|  | Per a altres significats, vegeu «Guillem I de la Roche». |

Guillem de la Roche va ser baró de Veligosti i Damala al Principat d'Acaia i parent dels governants del ducat d'Atenes de la família de la Roche; cal no confondre'l per tant amb Guillem I de la Roche.

## Problemes d'identificació
El parentiu exacte de Guillem i la seva posició dins de la família de la Roche és desconeguda. L'historiador de la Grècia franca del segle xix Karl Hopf va proposar que fou un germà del segon duc d'Atenes, Guiu de la Roche, que en aquell moment era suposadament el nebot del fundador del Ducat, Odó I de la Roche. Una recerca més recent ha establert que Guiu era en realitat fill d'Odó, i deixava la identitat de Guillem com a discutible. Va poder haver estat el fill de Ponç de la Roche, germà d'Odó, qui es va creure que era el pare de Guiu. Una altra proposta alternativa el faria fill d'Odó i una tercera el faria descendent d'una altra branca de la família.

## Baró de Veligosti
Sigui quin sigui el seu origen, el 1256 Guillem es va convertir en el senyor de la baronia de Veligosti (Miser Guglielmo de Villegorde en la Crònica de Marí Sanuto el Vell) al Principat d'Acaia. La forma exacta de l'adquisició d'aquest feu és desconegut. La baronia originalment va pertànyer a la família de Mons, però probablement va ser cedida a Guillem després que Mateo de Mons es casés amb una princesa romana d'Orient i abandonés el principat. Hopf va plantejar la hipòtesi que Guillem podria haver-se casat amb una germana de Mateo de Mons. Guillem també va ocupar la regió de Damala a l'Argòlida com a feu –aparentment separat del senyoriu d'Argos i Nàuplia, que posseïa Guiu– i els dos dominis de Damala i Veligosti es van unir sota el mateix títol.
El 1257 o 1258 Guillem es va involucrar en la guerra de successió d'Eubea, posant-se del costat dels triarques llombards d'Eubea i la República de Venècia contra el seu sobirà, el príncep Guillem II de Villehardouin. Com que era probable que perdés el seu domini com a conseqüència d'aquest acte de rebel·lió, els venecians li van prometre la suma de 1.000 perpres com a indemnització. Després del conflicte, i malgrat la victòria de Guillem, II, va ser indultat i se li va permetre conservar la seva baronia en el tractat de pau de 1262.
Guillem va ser succeït per Jaume de la Roche, el seu fill, mentre que a principis del segle xiv, Reinald de Véligourt, fill de Jacob i Maria Alemany, filla del baró de Patres Guillem Alemany o Aleman, és esmentat com a «senyor de Damala» (sires de Damalet), després que la família hagués perdut Veligosti (Véligourt en francès) davant els romans d'Orient.